# Tristenium proximum
Tristenium proximum är en kräftdjursart som beskrevs av Giuseppe Nobili 1907. Tristenium proximum ingår i släktet Tristenium och familjen Stenetriidae. Inga underarter finns listade i Catalogue of Life.